# Nowe Miasto (gmina)
Pour les articles homonymes, voir Nowe Miasto.
Nowe Miasto est une gmina rurale (gmina wiejska) de la powiat de Płońsk, dans la Voïvodie de Mazovie, dans le centre-est de la Pologne.
Son siège administratif (chef-lieu) est le village de Nowe Miasto, qui se situe environ 17 km au nord-est de Płońsk et 54 km au nord-ouest de Varsovie.
La gmina couvre une superficie de 118,35 km2 pour une population de 4 760 habitants en 2006.

## Histoire
De 1975 à 1998, la gmina est attachée administrativement à la voïvodie de Ciechanów.

Depuis 1999, elle fait partie de la voïvodie de Mazovie.

## Géographie
La gmina inclut les villages et localités de :

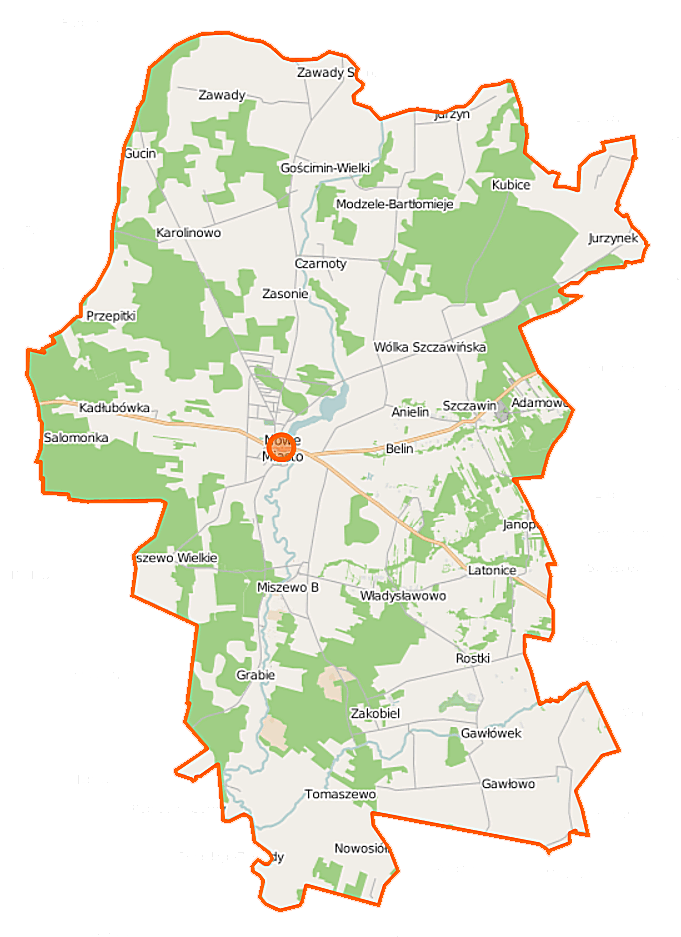
Plan de la gmina

- Adamowo
- Aleksandria
- Anielin
- Belin
- Czarnoty
- Gawłówek
- Gawłowo, Gościmin Wielki
- Grabie
- Gucin
- Henrykowo
- Janopole
- Jurzyn
- Jurzynek
- Kadłubówka
- Karolinowo
- Kubice
- Latonice
- Miszewo B
- Miszewo Wielkie
- Modzele-Bartłomieje
- Nowe Miasto
- Nowe Miasto-Folwark
- Nowosiółki
- Popielżyn Dolny
- Przepitki
- Rostki
- Salomonka
- Szczawin
- Tomaszewo
- Władysławowo
- Wólka Szczawińska
- Zakobiel
- Zasonie
- Zawady B
- Zawady Stare
- Żołędowo

### Gminy voisines
La gmina de Nowe Miasto est voisine des gminy suivantes :
- Joniec
- Nasielsk
- Sochocin
- Sońsk
- Świercze

## Structure du terrain
D'après les données de 2002, la superficie de la commune de Nowe Miasto est de 118,35 km2, répartis comme tel :
- terres agricoles : 65%
- forêts : 26%

La commune représente 8,55% de la superficie du powiat.

## Démographie
Données du 30 juin 2004 :
| Description        | Total  | Total | Femmes | Femmes | Hommes | Hommes |
| ------------------ | ------ | ----- | ------ | ------ | ------ | ------ |
| Unité              | Nombre | %     | Nombre | %      | Nombre | %      |
| Population         | 4 786  | 100   | 2 352  | 49,1   | 2 434  | 50,9   |
| Densité (hab./km²) | 40,4   | 40,4  | 19,9   | 19,9   | 20,6   | 20,6   |